# Triglavska Bistrica
Triglavska Bistrica, tudi samo Bistrica, je potok, ki teče po ledeniški dolini Vrata pri Mojstrani. Izvira pod Triglavsko severno steno v zatrepu Bukovlje in teče mimo Aljaževega doma. Poleg mnogih občasnih hudourniških pritokov ima tri stalne pritoke, vse iz dolini severozahodnega pogorja Škrlatice: Suhi potok, Rdeči potok in Peričnik (tudi slap). Pri Mojstrani Triglavska Bistrica izstopi iz doline Vrat v Zgornjesavsko dolino in se izliva v Savo Dolinko. Na približno 10 km dolgi poti naredi padec 400 m.